# Xhemail Mustafa
Xhemail Mustafa (ur. 23 sierpnia 1953 w Gllamniku, zm. 23 listopada 2000 w Prisztinie) – jugosłowiański i kosowski pisarz.

## Życiorys
Pisał cotygodniowe recenzje literackie dla dziennika Zëri, był także zaangażowany w działalność polityczną; należał do Demokratycznej Ligi Kosowa oraz pełnił funkcję doradcy prezydenta Kosowa Ibrahima Rugovy. 
Został zabity po południu 23 listopada 2000 roku w centrum Prisztiny.

## Twórczość[1]
- Listat e vdekjes
- Një lutje për Prishtinën (2000; dziennik)